# International Association for Plant Taxonomy
International Association for Plant Taxonomy (IAPT) je mednarodna organizacija katere namen je izvajanje projektov, ki zanimajo biologe, zlasti tistih projektov, ki zahtevajo mednarodno sodelovanje. IAPT je bila ustanovljena 18. julija 1950 na 7. mednarodnem botaničnem kongresu v Stockholmu na Švedskem. IAPT se ukvarja z biotsko raznovrstnostjo organizmov, razpoznavanjem, organizacijo, evolucijo in poimenovanjem gob in rastlin, tako živih kot tudi fosilnih. 

## Publikacije in viri podatkov
IAPT izdaja več publikacij vključno z znanstveno revijo Taxon, s serijo publikacij Regnum Vegetabile in z mednarodnim kodeksom botanične nomeklature. Vzdružuje tudi več spletnih baz podatkov povezanih s taksonomijo, med drugim:
- »Names in Current Use«[2] - Baza podatkov znanstvenih imen današnjih botaničnih rodov.